# Шумлять жорна
«Шумлять жорна» — драма українського письменника Уласа Самчука; написана в 1947.
Дія твору відбувалася «під час війни на Волині 1942 року».
Видана до 20 лютого 2012, 107-ї річниці від дня народження Уласа Самчука і п'ятої річниці відкриття Літературного музею Уласа Самчука в Рівному видавництвом «Азалія» Рівненської обласної організації НСПУ у «Бібліотечці Літературного музею Уласа Самчука в Рівному», завдяки матеріальній допомозі розпорядників спадщини Уласа Самчука — подружжя Оксани та Ярослава Соколиків (Канада).
Закінчив драму в жовтні 1947 року в таборі для переміщених осіб.
Вперше була прочитана 4 листопада 1947 на конференції МУРу в Майнц-Кастелі, присвяченій емігрантській драматургії.
11 квітня 1948 на Третьому з'їзді МУРу доповідач Ю. Шерех назвав Самчукову драму «Шумлять жорна» серед трьох найвизначніших драматичних творів українських письменників.
Вислів «шумлять жорна» був загальнознаний, бо влучно характеризував цілу епоху — життя українців під німецькою окупацією. Він із найпопулярнішої тодішньої народної пісні:
Небо синє, земля чорна, та земля чорна, та гей!
В Україні шумлять жорна, та шумлять жорна, та гей!..
Ця пісня стала відповіддю українців на заборону окупантів користуватися млинами і жорнами.
Машинопис драми із численними пізнішими авторськими правками зберігається у фондах відділу рукописів Інституту літератури імені Тараса Шевченка НАН України.
У презентації книги у 2012 році взяли участь професор Валерій Полковський із Канади, письменники, просвітяни, Рівненський пластовий курінь імені Уласа Самчука, учні та студенти.